# Heinrich Mantler
Heinrich Mantler, journaliste et scientifique, fut pendant 45 ans patron de l'Agence Continentale allemande,

## Biographie
D'origine autrichienne, doté d'un accent étranger et d'une allure provinciale, le docteur Heinrich Mantler (1861–1937) fut le patron, de 1887 à 1932, de l'Agence Continentale allemande, basée au coins de rues Zimmer et Charlotten à Berlin. Il dirigeait l'agence au sein du trio composé de Holleben, Mantler et Miinsterberg. Sous sa direction, le 15 mars 1902, la presse américaine a publié une lettre de S. M. Buck, un ex-résident de Berlin, qui avait appris de l'ambassadeur allemand aux États-Unis que Von Holleben et le professeur Miinsterberg avait institué un système d'espionnage sur le sol américain, afin de promouvoir les intérêts de la diplomatie allemande.
Heinrich Mantler fut aussi à l'origine d' l'institutionnalisation de la mention Tractatus : en mai 1908, à Paris, "pressé sans doute par son gouvernement", il a proposé à Reuters et à l'Agence Havas que toute agence émettrice dont une dépêche n'est pas retenue par l'agence réceptrice ait le droit de l'adresser directement aux clients de cette dernière. En 1918, à l'issue de la Première Guerre mondiale, il est obligé de renoncer à une bonne part du périmètre de l'Agence Continentale. Décrit comme n'ayant "pas l'esprit d'un pangermaniste", il doit s'y résigner, même s'il défend âprement la cause allemande. Il parvient cependant à négocier un compromis, lorsqu'il est décidé que les autres agences pourront installer des bureaux en Allemagne, afin de pas froisser le Bundestag.